# Wohnsiedlung Würzgraben
Die Wohnsiedlung Würzgraben ist eine Ende der 1960er-Jahre errichtete kommunale Wohnsiedlung der Stadt Zürich in der Nähe der Werdinsel in Altstetten.

## Lage
Die Siedlung liegt im Norden von Altstetten westlich neben der Europabrücke an der Meierwiesenstrasse. Nördlich der Siedlung fliesst die Limmat vorbei, über das Hönggerwehr lässt sich die Werdinsel erreichen.

## Geschichte
Würzgraben wurde in den Jahren von 1968 bis 1970 gebaut und war ursprünglich den Angestellten der städtischen Werke vorbehalten. Die Siedlung wurde 2004 erneuert, wobei die Balkone vergrössert wurden und die Gebäudehülle besser isoliert wurde. 

## Bauwerk
Die Siedlung besteht aus sechs drei- bis viergeschossigen Mehrfamilienhäusern mit Flachdach, die gestaffelt in zwei Zeilen angeordnet sind. In ihr sind 30 Wohnungen untergebracht: 18 mit 3½-Zimmern und einer Fläche von 71 m², 12 mit 4½-Zimmern und einer Fläche von 80 bis 90 m².